# Marina di Campo
Marina di Campo är en frazione på ön Elba i kommunen Campo nell'Elba i provinsen Livorno i regionen Toscana i Italien.